# Lee Kerslake
Lee Kerslake, detto The Bear (Bournemouth, 16 aprile 1947 – 19 settembre 2020), è stato un batterista rock britannico noto per aver fatto parte degli Uriah Heep e della band di Ozzy Osbourne.

## Biografia
Il primo gruppo di Kerslake furono i Gods, del tastierista Ken Hensley e del cantante e bassista Greg Lake. Dopo il loro scioglimento seguì Hensley negli Head Machine e mise in piedi un proprio progetto, la National Head Band.
Contemporaneamente Hensley si era unito agli Spice del cantante David Byron e del chitarrista Mick Box, che di lì a poco divennero gli Uriah Heep. Dal momento che il gruppo incontrava continue difficoltà nel trovare un batterista fisso, Hensley chiese a Kerslake di entrare in formazione poco prima delle registrazioni di Look at Yourself. Il batterista rifiutò l'offerta dal momento che credeva di potere fare qualcosa di significativo con la National Head Band. In realtà si accorse ben presto di avere fatto dei calcoli sbagliati: il successo sperato stentava ad arrivare, mentre Hensley e compagni supportarono il disco con una trionfante tournée che sfociò però con l'ennesimo abbandono da parte di un loro batterista, Iain Clark. Nel 1971 Hensley fece per la seconda volta la stessa proposta e Kerslake, che stavolta accettò. Iniziò una serie di successi per il gruppo, proprio grazie all'ingresso in formazione del batterista e del virtuoso neozelandese Gary Thain al basso: la nuova formazione, la più amata dagli ammiratori del combo britannico diede vita a due capolavori unanimemente riconosciuti: Demons & Wizards e The Magician's Birthday, entrambi del 1972, dove Kerslake si fece notare non solo per lo stile batteristico, ma anche per il contributo compositivo. Col passare degli anni, la situazione si fece però meno felice per il gruppo: nel 1979, dopo continui screzi con il produttore discografico e manager del gruppo Gerry Bron, accusato dal batterista di compiere dei favoritismi nei confronti di Ken Hensley per la scelta delle canzoni da pubblicare su disco, Kerslake lasciò.
Poco dopo si unì al gruppo di Ozzy Osbourne, dal momento che Tommy Aldridge rifiutò di farne parte. Con Osbourne incise Blizzard of Ozz e Diary of a Madman, sebbene su quest'ultimo né Kerslake né il bassista Bob Daisley vengano indicati come autori delle registrazioni dal momento che erano stati licenziati da Osbourne poco prima della pubblicazione del disco.
Nel frattempo Hensley aveva lasciato gli Uriah Heep e Bron aveva terminato la sua collaborazione con il gruppo: nel 1982 Mick Box, rimasto l'unico membro attivo del combo, chiese a Kersklake di riprendere il cammino comune dal momento che le principali motivazioni del suo abbandono non avevano più motivo di essere. Da allora fino al gennaio del 2007 è stato sempre presente, fino a quando è stato costretto a lasciare il gruppo a causa di problemi di salute.
Nella seconda metà degli anni novanta, assieme a Daisley diede vita a una battaglia legale contro Ozzy e Sharon Osbourne (moglie e manager dell'allora ex Black Sabbath) a causa dei mancati riconoscimenti per il loro lavoro. Dopo traversie legali durate anni, Daisley e Kerslake vinsero la causa e ricevettero i riconoscimenti dovuti.
In spregio a ciò, nel 2002 Osbourne fece mettere in commercio una versione alternativa di Blizzard of Ozz e Diary of a Madman con le parti di batteria e basso registrate ex novo rispettivamente da Mike Bordin e Robert Trujillo, allora nel gruppo di Osbourne. In risposta a questa pubblicazione, Kerslake, insieme a Jimmy Barnes, Steve Morse, e Bob Daisley fondò la band Living Loud, con la quale propose sia i vecchi pezzi di Osbourne, sia del materiale inedito.
Lee Kerslake muore il 19 settembre 2020 all'età di 73 anni (appena un mese e mezzo prima del collega e amico Ken Hensley), a causa di un cancro incurabile, che gli era stato diagnosticato diversi mesi prima.

## Discografia

### Con i The Gods
- 1968 - Genesis
- 1970 - To Samuel A Son
- 1976 - The Gods Featuring Ken Hensley

### Con Toe Fat
- 1970 - Toe Fat

### Con gli Head Machine
- 1970 - Orgasm

### Con gli Uriah Heep
Album in studio
- 1972 - Demons & Wizards
- 1972 - The Magician's Birthday
- 1973 - Sweet Freedom
- 1974 - Wonderworld
- 1975 - Return to Fantasy
- 1976 - High and Mighty
- 1977 - Firefly
- 1977 - Innocent Victim
- 1978 - Fallen Angel
- 1982 - Abominog
- 1983 - Head First
- 1985 - Equator
- 1989 - Raging Silence
- 1991 - Different World
- 1995 - Sea of Light
- 1998 - Sonic Origami

#### Album dal vivo
- 1973 - Uriah Heep Live
- 1986 - Live at Shepperton '74
- 1986 - Live in Europe 1979
- 1988 - Live in Moscow
- 1996 - Spellbinder Live
- 1997 - Live On the King Biscuit Flower Hour
- 2000 - Future Echoes of the Past
- 2001 - Acoustically Driven
- 2001 - Electrically Driven
- 2002 - The Magician's Birthday Party
- 2003 - Live in the USA
- 2004 - Magic Night

### Con Ken Hensley
- 1973 - Proud Words On A Dusty Shelf

### Con David Byron
- 1975 - Take No Prisoners

### Con Ozzy Osbourne
- 1980 - Blizzard of Ozz
- 1981 - Diary of a Madman
- 1997 - The Ozzman Cometh
- 2003 - The Essential Ozzy Osbourne
- 2005 - Prince of Darkness

### Con i Living Loud
- 2003 - Living Loud
- 2006 - Live In Sydney